# کالن
latitudeکالنlongitudeکالن
کالن (به انگلیسی: Calne) یک منطقهٔ مسکونی در انگلستان است که در جنوب غربی انگلستان واقع شده‌است.

## خصوصیات
کالن ۱۷٬۲۷۴ نفر جمعیت دارد.